# ISO 22000:2005
ISO 22000:2005 – normy zarządzania bezpieczeństwem żywności dla organizacji w łańcuchu żywności (ang. Food safety management systems – Requirements for organizations throughout the food chain). Zostały opublikowane we wrześniu 2005 roku i określają wymagania zarówno krajowe, jak i międzynarodowe dotyczące bezpieczeństwa i jakości żywności. Łączą system HACCP oraz zasady dobrych praktyk (produkcyjnej, higienicznej, dystrybucyjnej i tym podobnych). W celu ułatwienia procesu wdrażania normy te oparto na podwalinach ISO 9001 jak i ISO 14001, co znacząco skraca i ułatwia proces ich wdrażania.  
ISO 22000 składa się z czterech kluczowych elementów, które zapewniają bezpieczeństwo, na przestrzeni całego łańcucha żywnościowego. 
Do tych elementów zaliczamy: 
- wzajemną komunikację (wewnętrzną i zewnętrzną)
- zarządzanie systemem
- PRP (prerequisite programs) – programy podstawowe (GMP, GHP, GAP, GVP, GDP, GTP)
- zasady HACCP oparte na Codex Alimentarius.

## Ukierunkowanie
Normy ukierunkowane są na cały łańcuch obrotu żywności, począwszy od producentów przez przetwórstwo aż po hurtowników i detalistów, oraz na branżę hotelowo-restauracyjną i system transportowy.